# Conclave de 1689
El conclave de 1689 va ser convocat el 23 d'agost, després de la mort del Papa Innocenci XI, i va concloure el 6 d'octubre amb l'elecció de Pietro Vito Ottoboni com a Papa  Alexandre VIII.

## La situació política
El Conclave de 1689 era notablement difícil: Innocenci XI havia portat a terme una sèrie de polítiques que van entrar en conflicte amb les ambicions del rei Lluís XIV de França rant en polítiques internacionals (on el Papa va afavorir un acostament amb l'emperador Leopold I i una aliança amb el rei Joan III Sobieski  de Polònia amb vistes a llançar una croada contra els turcs que estaven a les portes de Viena) i en els assumptes interns francesos (on l'hostilitat del rei cap als jansenistes i les seves pretensions absolutistes havien conduït als Quatre articles galicans de 1682). Les relacions amb Lluís XIV no podrien ser pitjors; Avinyó i Venaissin havien estat confiscades, i durant un temps, un exèrcit francès ocupava una quarta part de la ciutat de Roma. El rei Lluís i els seus ministres van ser excomulgats el gener de 1688; Luis va ordenar al seu representant a Roma que fes saber al Papa que els Estats Papals anaven a ser envaïts per un exèrcit francès.
Per fer èmfasi en la gravetat de la ruptura, el 14 d'abril de 1689, Lluós va cridar al seu representant, el marquès de Lavardin, i revocà els poders que li havia donat al cardenal d'Estrées per dirigir els afers francesos a Roma. El cardenal d'Estrées havia estat treballant, seguint les ordres del rei, per reunir les faccions dirigides pels cardenals Chigi, Rospigliosi i Altieri. Però va ser una tasca inútil: França i el Papat estaven completament oposats. A la mort del papa, hi havia trenta-cinc bisbats vacants a França (d'acord amb el Concordat de Bolonya de 1516, el rei Lluís XIV tenia el dret de nomenar tots els bisbes francesos llevat de tres bisbes; però el Papa tenia sis mesos per emetre les butlles que autoritzaven la consagració, i Innocenci XI s'havia negat a fer-ho).

### Representants de les Corones
Tant l'Imperi com França van enviar ambaixadors extraordinaris al Conclave. Luis XIV va enviar el duc de Chaulnes, que va arribar el 27 de setembre, juntament amb els cardenals Bonzi i de Bouillon. Al cardenal Le Camus se li ordenà que no hi assistís. Chaulnes havia estat instruït per obstruir una elecció formant un grup de (divuit) cardenals per evitar que es pogués assolir la majoria dels dos terços per tal de realitzar una elecció canònica ("exclusió virtual"); Chaulnes no va presentar un veto, però el Rei va eliminar Portocarrero, Salazar, Aguirre, Orsini, Pignatelli, Caraffa, di Lauria, Visconti, Ciceri i de' Medici. Però Chaulnes i el cardenal d'Estrées, el portaveu francès dins del Cónclave, eren enemics, de manera que també calgué el marquès de Torcy, per actuar com a intermediari entre els dos, per si hi havia alguna ocasió en què es pogués aplicar coordinadament la influència francesa. Per evitar fins i possibles discòrdies, Chaulnes va haver de residir al palau del Cardinal d'Estrées, en comptes de al palau del cardenal Maidalchini, tal com volia.. El rei Lluís finalment es va reconciliar amb l'elecció del cardenal Pietro Ottoboni, com va afirmar en una carta a Chaulnes del 16 d'octubre
Pel que fa als espanyols, el ministre del Gran Duc de Toscana va escriure al cardenal de' Medici el 19 d'agost, que incloïa la declaració de la Cort espanyola sobre els cardenals. No excloïen els genovesos o els lucesos, encara que eren republicans. Però excloïen els napolitans. Els francesos van ser exclosos, així com aquells que els donaven suport: Bonzi, de Bouillon, Maidalchini, Cibo i Fürstenberg. Evidentment, per "exclosos" els espanyols no es refereixen a vetats, sinó als candidats "indesitjables". Tenien un "secret" (Ottoboni), que es donaria a Medici o a Colloredo. Espanya, però, tenia por d'un cardenal venecià en el Tron de Pere. Amb els seus interessos a Nàpols i Llombardia, una ressorgida Venècia, patrocinada pel Papat, podria ser una influència desestabilitzadora en el control espanyol d'Itàlia.
L'interès dels Habsburg va ser molt minç pel reduït nombre de cardenals i l'absència d'un d'ells; de fet, l'Emperador estava representat dins del conclave pel cardenal de 'Medici, el germà petit del duc Cosme III de Toscana i Protector d'Àustria i Espanya. L'emperador Leopold li va proporcionar una llista de vint-i-un cardenals acceptables, que no era gaire útil per guiar-lo cap a un candidat. Com a ambaixador extraordinari, l'emperador Leopold va nomenar el príncep Anton Florian de Liechtenstein, la missió del qual s'estenia més enllà del conclave per obtenir més ajuts per a la guerra contra els turcs. Els turcs havien estat detinguts a les muralles de Viena en 1683 per un exèrcit aliat dirigit pel rei Joan III Sobieski de Polònia-Lituània. Havien estat expulsats d'Hongria (1686) i Belgrad havia estat alliberat (1688). Però la situació als Balcans encara era extremadament greu. I era essencial continuar amb l'esperit de la croada.

## El Col·legi de Cardenals
Les morts, ocorregudes entre els anys 1660 i 1670, dels grans cardenals que havien influenciat els conclaves de finals del segle XVII (Mazzarino el 1661, Giulio Cesare Sacchetti el 1663, Antonio Barberini el 1671 i Francesco Barberini el 1679), deixà el Col·legi Cardenalici sense cap líder real en el moment del traspàs d'Innocenci XI.
En morir Innocenci XI hi havia seixanta cardenals. Dos d'ells provenien de l'Imperi (von Kollonitz i von Goes, que no va arribar a temps); tres eren espanyols (Portocarrero, de Salazar i de Aguirre) dos dels quals no van assistir; quatre francesos (de Bouillon, d'Estrées, von Fürstenberg i Le Camus, a qui el rei prohibí assistir al conclave); i la resta eren italians.
Hi havia sis cardenals bisbes, trenta-quatre cardenals preveres i onze cardenals diaques.

### Cardenals assistents al Conclave
- Alderano Cybo ( genovès). Bisbe d'Òstia i Velletri[14], Degà del Col·legi de Cardenals
- Pietro Ottoboni ( venecià), Bisbe de Porto i Santa Rufina. Secretari de la Inquisició. Elegit papa amb el nom d'Alexandre VIII.
- Flavio Chigi ( sienès). Bisbe d'Albano (1686–1689). Prefecte de la Signatura de Justícia
- Antonio Bichi ( sienès), Bisbe de Palestrina i d'Osimo
- Giacomo Franzoni ( genovès), Bisbe de Frascati[15]
- Paluzzo Paluzzi Altieri degli Albertoni ( romà), Bisbe de Sabina. Prefecte de la Sagrada Congregació de Propaganda Fide
- Carlo Barberini ( romà), Cardenal prevere de S. Lorenzo in Lucina. Arxipreste de la Basílica del Vaticà. Representant dels reis de Portugal i Polònia.
- Gregorio Barbarigo ( venecià), Cardenal prevere de S. Marco. Bisbe de Pàdua
- Giannicolò Conti di Poli ( romà), Cardenal prevere de S. Maria Traspontinae. Bisbe d'Ancona.
- Giovanni Delfino ( venecià), Cardenal prevere de SS. Vito, Modesto e Crescenzia. Patriarca d'Aquileia.
- Emmanuel de la Tour d'Auvergne de Bouillon ( francès), Cardenal prevere de S. Pietro in Vincoli. Gran almoiner de França
- Carlo Cerri ( romà), Cardenal prevere de S. Adriano al Foro. Bisbe de Ferrara[16]
- Gasparo Carpegna ( romà), Cardenal prevere de S. Maria in Trastevere. Vicari General de Roma
- César d'Estrées ( francès), Cardenal prevere de Santissima Trinità al Monte Pincio
- Pierre de Bonzi ( florentí) Cardenal prevere de S. Onofrio. Arquebisbe de Narbona[17][18]
- Vincenzo Maria Orsini de Gravina, OP  napolità Cardenal prevere de S. Sisto. Arquebisbe de Benevent
- Francesco Nerli ( florentí) Cardenal prevere de S. Matteo in Merulana. Bisbe de Assis
- Girolamo Casanate  napolità, Cardenal prevere de Ss. Nereo ed Achilleo
- Galeazzo Marescotti ( romà), Cardenal prevere de SS. Quirico e Giulitta. Bisbe de Tivoli
- Fabrizio Spada ( romà), Cardenal prevere de S. Crisogono
- Philip Thomas Howard of Norfolk and Arundel, OP ( anglès) Cardenal prevere de S. Maria sopra Minerva
- Giovanni Battista Spinola ( genovès), Cardenal prevere de S. Cecilia
- Antonio Pignatelli del Rastrello ( napolità), Cardenal prevere de S. Pancrazio. Arquebisbe de Nàpols
- Savo Millini ( romà), Cardenal prevere de S. Maria del Popolo. Bisbe d'Orvieto
- Federico Visconti ( milanès),  Cardenal prevere de SS. Bonifacio ed Alessio Arquebisbe de Milà
- Raimondo Capizucchi, OP ( romà), Cardenal prevere de S. Maria degli Angeli
- Francesco Lorenzo Brancati di Lauria OFM Conv. ( sienès), Cardenal prevere de Ss. XII Apostoli Bibliotecari de la Santa Església Romana[19]
- Giacomo de Angelis ( pisà) Cardenal prevere de S. Maria in Ara Coeli. Abat Commendatari de Nonantola
- Opizio Pallavicino ( genovès), Cardenal prevere sense títol. Bisbe de Spoleto
- Marcantonio Barbarigo () venecià), Cardenal prevere de S. Susanna Bisbe de Montefiascone e Corneto
- Carlo Stefano Ciceri ( milanès), Cardenal prevere de S. Agostino. Bisbe de Como
- Leopold Karl von Kollonitz ( alemany) Cardenal prevere sense títol. Bisbe de Györ
- Pier Matteo Petrucci, Cong. Orat. ( romà), Cardenal prevere de S. Marcello. Bisbe de Jesi
- Wilhelm Egon von Fürstenberg ( francès) Cardenal prevere sense títol. Bisbe d'Estrasburg
- Jan Casimir Dönhoff ( polonès) Cardenal prevere de S. Giovanni a Porta Latina. Bisbe de Cesena
- José Sáenz de Aguirre OSB ( espanyol), Cardenal prevere de S. Balbina. Protector del Regne de Sicília
- Leandro di Colloredo, Cong. Orat. ( venecià), Cardenal prevere de S. Pietro in Montorio. Penitencier Major[20][21].
- Fortunato Caraffa della Spina  napolità, Cardenal prevere de SS. Giovanni e Paolo. Bisbe d'Aversa[22]
- Francesco Maidalchini ( romà), Cardenal diaca de S. Maria in Via Lata
- Niccolò Acciaioli ( florentí) Cardenal diaca de SS. Cosma e Damiano.
- Urbano Sacchetti ( romà), Cardenal diaca de S. Nicola in Carcere. Bisbe de Viterbo i Toscanella
- Gianfrancesco Ginetti ( romà), Cardenal diaca de S. Angelo in Pescheria. Arquebisbe de Fermo.
- Benedetto Pamphili, O.S.Io.Hieros. ( romà), Cardenal diaca de S. Agata alla Suburra. Llegat a Bolonya.
- Domenico Maria Corsi ( florentí) Cardenal diaca de S. Eustachio. Bisbe de Rimini, Llegat a la Romanya.
- Fulvio Astalli ( romà). Cardenal diaca de S. Maria in Cosmedin
- Gasparo Cavalieri ( romà), Cardenal diaca de S. Maria in Aquiro. Arquebisbe de Càpua
- Francesco Maria de' Medici ( florentí) Cardenal diaca de S. Maria in Domnica. Protector d'Àustria[23]. Representant del Rei d'Espanya
- Rinaldo d'Este ( modenenc) Cardenal diaca de S. Maria della Scala

### Cardenals que abandonaren el conclave
- Federico Baldeschi Colonna ( romà), Cardenal prevere de S. Anastasia Abandonà el conclave el 29 de juny
- Giulio Spinola ( genovès), Cardenal prevere de San Martino ai Monti. Bisbe de Nepi i Sutri. Abandonà el conclave el 24 de setembre de 1689 per malaltia.
- Giovanni Francesco Negroni ( genovès), Cardenal diaca de S. Cesareo in Palatio. Bisbe de Faenza. Abandonà el conclave el 4 d'octubre de 1689 per malaltia.

### Cardenals que no assistiren al conclave
- Francesco Buonvisi ( florentí) Cardenal prevere sense títol. Nunci apostòlic a Polònia
- Luis Manuel Fernández Portocarrero ( espanyol) Cardenal prevere de S. Sabina. Arquebisbe de Toledo
- Verissimo de Alencastro ( portuguès) Cardenal prevere sense títol. Inquisidor general de Portugal i les Açores
- Marcello Durazzo ( genovès), Cardenal prevere sense títol. Bisbe de Carpentras
- Angelo Maria Ranuzzi ( bolonyès), Cardenal prevere sense títol. Arquebisbe de Bolonya. Nunci apostòlic a França
- Augustyn Michal Stefan Radziejowski ( polonès) Cardenal prevere sense títol. Arquebisbe de Gniezno i Primat de Polònia
- Etienne Le Camus ( francès), Cardenal prevere sense títol. Bisbe de Grenoble[24]
- Johannes von Goes ( alemany) Cardenal prevere sense títol. Bisbe de Gurk
- Pedro de Salazar ( espanyol), Cardenal prevere de S. Croce in Gerusalemme. Bisbe de Còrdova

## El Conclave
Les cerimònies de Tancament del Conclave es van celebrar el dimarts 23 d'agost. El matí de dimecres, 24 d'agost, els cardenals van començar amb la missa de l'Esperit Sant, cantada pel cardenal Bichi, a la Capella Sixtina. Es va realitzar llavors al seu primer escrutini, que també va tenir lloc a la Capella Sixtina. Es van llegir totes les butlles papals relatives als conclaves, i es van distribuir còpies a cada cardenal. Quan va entrar el cardenal Ottoboni, va ser saludat en veu alta pels seus seguidors, que li van preguntar si el Papa no arribava.
Els cardenals creats per Alexandre VII es va situar darrere del lideratge del cardenal Chigi: Bichi, Franzoni, Barbarigo, di Poli, Spinola, Giovanni Delfino i Altieri. Altieri tenia el seu propi grup, els creats pel seu oncle Climent X, que incloïa a Pamphili, Astalli, i també Carpegna, Orsini, Colonna, Nerli, Casanate, Marescotti, Spada i Howard. Es deia que tendien a seguir els interessos francesos. Si Chigi i Paluzzo Altieri podrien romandre units, podrien determinar la direcció del conclave.
Els creats per Innocenci XI componsaven el bloc més gran del Cónclave, amb vint-i-sis membres, però incloïen diversos alemanys, diversos florentins i alguns genovesos, dos venecians i dos napolitans. Estaven sota la direcció de Livio Odescalchi, però no era cardenal, i no es podia esperar cap mena de cohesió. Les connexions nacionals tendirien a anar en diferents direccions. No obstant això, confiant en el seu prestigi i els seus nombres, Oldescalchi esperava ser el Gran Elector, els cardenals del qual triarien el proper Papa. Això era exactament el que el seu oncle havia intentat persuadir-lo de no intentar-ho.
Els cardenals creats per Climent IX eren pocs en nombre: de Bouillon, Cerri i  Acciaioli, però, a causa de la mort dels dos cardenals Rospigliosi, estaven en llibertat.
S'ha de senyalar, però, que la classificació dels cardenals segons el Papa que els havia creat no és una guia fiable dels hàbits de vot. La lleialtat i la disciplina regionals, especialment entre els francesos, espanyols, venecians i napolitans, sovint superen la lleialtat a una família papal. Alguns cardenals van rebre el capel a petició dels seus governs; i s'esperava que servissin els seus interessos: Fürstenberg, per exemple, encara que alemany, havia estat nomenat a petició de Lluís XIV. Alguns cardenals tenien pensions (retenedors) de diversos governs, així com beneficis, i es preveia que afavorissin els interessos d'aquests governs.
Durant tot el mes de setembre, el cardenal d'Estrées va intentar sistemàticament retardar el procés en el Cónclave fins que arribés el contingent francès. El cardenal d'Estrées, de fet, tenia informació de França. Havia rebut un paquet de cartes de Versalles, escrites el 24 d'agost de 1689 (el Papa havia mort el dia 12), informant-li que els tres cardenals francesos i el duc de Chaulnes havien iniciat el viatge cap a Roma. Va presentar la carta a la Congregació General, i va pensar que el Secretari del Conclave passés als cardenals una traducció a l'italià, i D'Estrées va donar un discurs agraciat elogiant el zel i la pietat de Lluís XIV, que va ser demostrat per l'enviament de la seva Majestat d'un ambaixador extraordinari «que era com una coloma, portant la branca d'olivera de la pau». Aquest discurs, i el rumor que els francesos anaven a desembarcar a Livorno en qualsevol moment, van decidir que molts dels cardenals esperessin l'arribada dels francesos.
El 12 de setembre encara no hi havia hagut cap moviment. La gent esperava els francesos, i es proposava un candidat darrere l'altre només per ser descartat, tal com s'esperava. Tal com sabia el Cardenal Medici, hi havia un moment adequat per a un candidat, abans del qual calia negociar i temporitzar. No volia conduir d'Estrées o a ningú a usar un veto contra Ottoboni.
Però, per provar els sentiments dels cardenals sobre el tema d'un possible Papa venecià (Ottoboni), els seus amics van decidir treballar en aquest sentit: Els amics del cardenal Chigi van proposar un venecià, però era el cardenal Barbarigo. Barbarigoera conegut com un bon teòleg, però amb una personalitat estricta i intransigent, un partidari dels zelanti. Va obtenir vint-i-nou vots, encara que Chigi i el seu grup va retenir el seu suport. Un venecià seria, sens dubte, una possibilitat, encara que Barbarigo no podia obtenir vots addicionals per la seva candidatura. Una altra cosa, però, va sortir a la llum: alguns dels grup d'Odescalchi havien participat en el petit experiment amb Barbarigo, mentre que d'altres no en sabien res. Quan la maniobra relativa a Barbarigo es va saber, no només va causar molta indignació en el Sacre Col·legi, sinó que va dividir el grup Odescalchi. Malgrat tot, la candidatura d'Ottoboni no en va sortir malmesa.
El 27 de setembre el marquès de Torcy va escriure al seu pare, que era secretari d'Estat d'Afers Exteriors, que el cardenal Ottoboni tenia una àmplia base de suport, el zelanti, els cardenals Delfino i Chigi; els creats per Innocenci XI no eren hostils, i només era la facció d'Altieri que estava en dubte. Va ser també el dia 27, a la tarda, que tres cardenals francesos van entrar finalment al Cónclave: Bouillon, Bonzi i Fürstenburg. I el 27 de setembre, a Fano, el cardenal Angelo Ranuzzi va morir mentre que es trobava de camí cap a la Nunciatura a França.
El duc de Chaulnes va començar a causar problemes immediatament després de la seva arribada a Roma. Va exigir que fos admès a la presència dels cardenals immediatament, com a ambaixador de la seva Majestat cristiana. L'ambaixador espanyol marquès de Cocolludo va emetre immediatament una protesta, car havia hagut de renunciar al dret d'extraterritorietalitat de Roma, de manera que si Chaulnes no ho feia, ell tampoc. Als cardenals els va costar tres dies per solucionar el desastre, durant el qual es va aturar el progrés cap a l'elecció d'un papa. Finalment, el cardenal Chigi va comprendre que havia arribat el moment d'atacar el tracte.
Els venecians havien estat objecte de negociacions des de la mort de Innocent XI a favor del cardenal Ottoboni. A través dels seus ambaixadors a Madrid i Viena ja tenien l'acord de l'Emperador i el Rei d'Espanya. Chigi, a través de l'agència discreta dels cardenals Colonna, Nerli i Casanate, va aconseguir atreure una sèrie de vots de la facció Odescalchi. El cardenal de' Medici havia assegurat que les faccions imperials i espanyoles agregarien els seus vots. Però el cardenal Paluzzo Altieri i la resta de la facció Odescalchi havien de ser quadrats, i els francesos encara eren un problema. Tot i que les ments dels electors cardenals ja estaven fixades en Pietro Ottoboni de Venècia, no va ser fins que tant el candidat com el seu nebot van donar compromisos que buscaran la reconciliació amb el govern francès que podia procedir-se amb l'elecció. Quan Paluzzo Altieri va ser persuadit, cosa que no va ser difícil, els francesos van afegir-se immediatament.
Finalment, després de vuitanta dies, el cardenal Pietro Ottoboni, que tenia 79 anys, va ser elegit per unanimitat el 6 d'octubre de 1689. Va prendre el nom d'Alexandre en honor d'Alexandre VIII, el nebot del qual havia estat decisiu per aconseguir la seva elecció. Va ser coronat el 16 d'octubre i el 28 d'octubre va prendre possessió de la Basílica de Laterà..